# Grand Prix de la Ville d’Angoulême
Der Grand Prix de la Ville d’Angoulême (übersetzt „Großer Preis der Stadt Angoulême“) ist eine Auszeichnung, die seit 1974 auf dem Festival International de la Bande Dessinée d’Angoulême vergeben wird. Geehrt werden zur Zeit der Verleihung noch lebende Comiczeichner für ihr Gesamtwerk oder für ihre historische Bedeutung für die Entwicklung des Comics.
Die meisten Preisträger stammen aus französischsprachigen Ländern, aber auch Zeichner aus anderen Ländern wurden ausgezeichnet. Die Gewinner bestimmt eine Jury, die aus den vorhergehenden Trägern des Preises besteht. In manchen Jahren wurde der Preis zweimal vergeben, weil das Festival ein Jubiläum feierte.

## Preisträger

### 1970er Jahre
- 1974: André Franquin
- 1975: Will Eisner
- 1976: Pellos
- 1977: Jijé
- 1978: Jean-Marc Reiser
- 1979: Marijac

### 1980er Jahre
- 1980: Fred
- 1981: Moebius
- 1982: Paul Gillon
- 1982: Claire Bretécher (anlässlich des zehnten Jubiläums)
- 1983: Jean-Claude Forest
- 1984: Jean-Claude Mézières
- 1985: Jacques Tardi
- 1986: Jacques Lob
- 1987: Enki Bilal
- 1988: Philippe Druillet
- 1988: Hugo Pratt (anlässlich des 15. Jubiläums)
- 1989: René Pétillon

### 1990er Jahre
- 1990: Max Cabanes
- 1991: Gotlib
- 1992: Frank Margerin
- 1993: Gérard Lauzier
- 1993: Morris (anlässlich des 20. Jubiläums)
- 1994: Nikita Mandryka
- 1995: Philippe Vuillemin
- 1996: André Juillard
- 1997: Daniel Goossens
- 1998: François Boucq
- 1999: Robert Crumb
- 1999: Albert Uderzo (anlässlich des Millenniums)

### 2000er Jahre
- 2000: Florence Cestac
- 2001: Martin Veyron
- 2002: François Schuiten
- 2002: Joann Sfar (anlässlich des 30. Jubiläums)
- 2003: Régis Loisel
- 2004: Zep
- 2005: Georges Wolinski
- 2006: Lewis Trondheim
- 2007: José Antonio Muñoz
- 2008: Philippe Dupuy und Charles Berbérian
- 2009: Blutch

### 2010er Jahre
- 2010: Baru
- 2011: Art Spiegelman
- 2012: Jean-Claude Denis
- 2013: Willem
- 2014: Bill Watterson
- 2015: Katsuhiro Otomo
- 2016: Hermann
- 2017: Cosey
- 2018: Richard Corben
- 2019: Rumiko Takahashi

### 2020er Jahre
- 2020: Emmanuel Guibert[1]
- 2021: Chris Ware[2]
- 2022: Julie Doucet
- 2023: Riad Sattouf[3]
- 2024: Posy Simmonds[4]
- 2025: Anouk Ricard[5]